# Dharmapuri
Dharmapuri (Tamil: தர்மபுரி Tarmapuri [ˈd̪aɾməpuɾi]) ist eine Stadt im südindischen Bundesstaat Tamil Nadu. Sie liegt im nördlichen Binnenland. Die nächstgrößeren Städte sind Salem 68 Kilometer südlich und Bengaluru 138 Kilometer nördlich. Die Einwohnerzahl beträgt rund 69.000 (Volkszählung 2011).
Dharmapuri ist Hauptstadt des gleichnamigen Distrikts und Sitz des römisch-katholischen Bistums Dharmapuri. Durch die Stadt führt die nationale Fernstraße NH 7, welcher als längste Fernstraße Indiens Varanasi mit Kanyakumari verbindet. Durch die Schmalspurstrecke von Salem nach Bengaluru ist Dharmapuri an das Eisenbahnnetz angeschlossen.
89 Prozent der Einwohner Dharmapuris sind Hindus, 10 Prozent Muslime und 1 Prozent Christen. Die Hauptsprache ist, wie in ganz Tamil Nadu, das Tamil, das von 77 Prozent der Bevölkerung als Muttersprache gesprochen wird. 11 Prozent sprechen Telugu, 9 Prozent Urdu und 3 Prozent Kannada.